# Hausbrauerei Zum Schlüssel

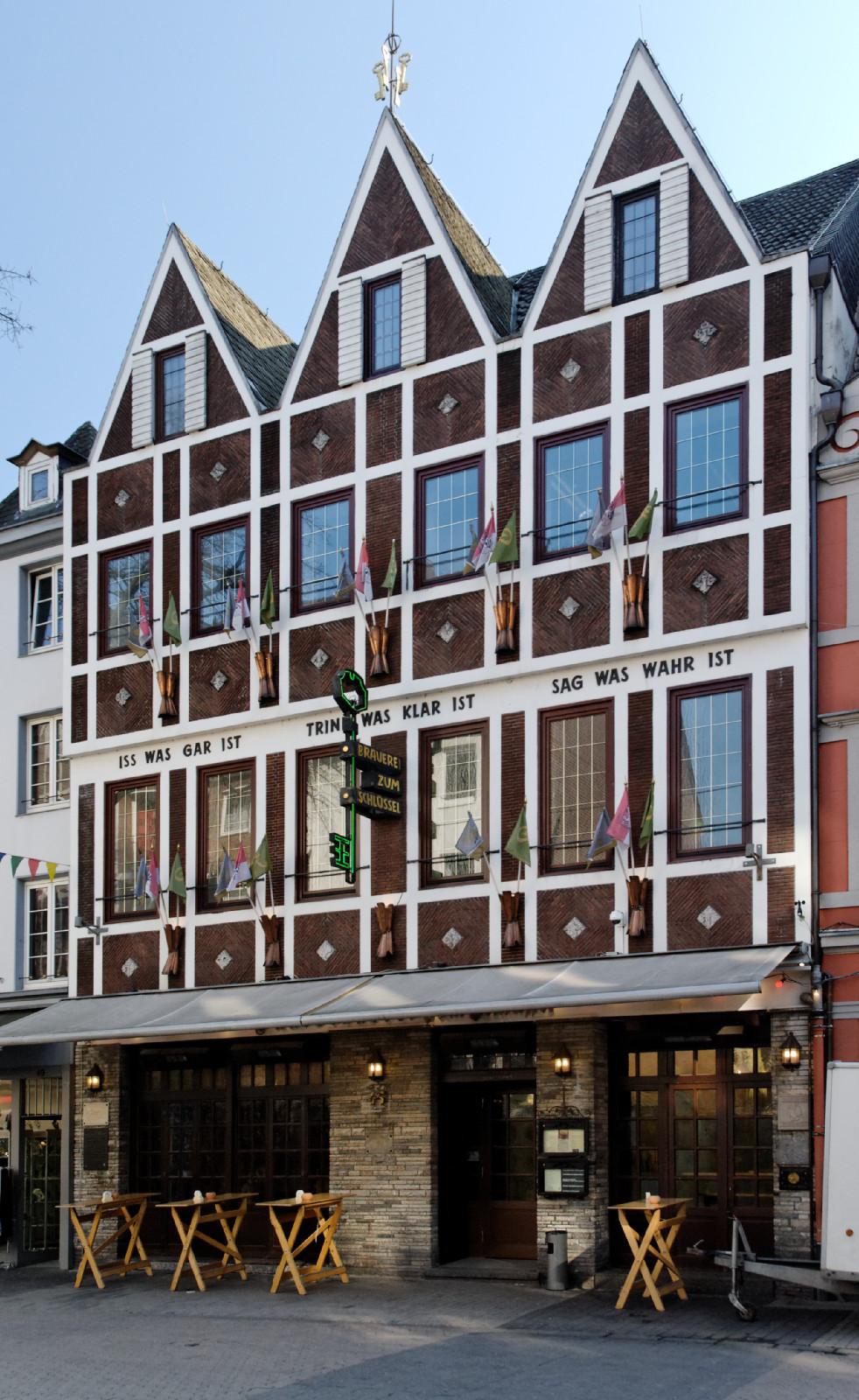
Das Stammhaus auf der Bolkerstraße

Die Hausbrauerei Zum Schlüssel ist eine Düsseldorfer Altbier-Brauerei. Die Brauerei auf der Bolkerstraße produziert seit 1850 das Schlüssel-Alt. Aufgrund der eingeschränkten Kapazitäten konzentriert sich das Absatzgebiet dieser Marke auf die Stadt Düsseldorf und Umgebung. Die Hausbrauerei Zum Schlüssel ist die kleinste der vier traditionellen Altbier-Brauereien in der Düsseldorfer Altstadt.

## Geschichte

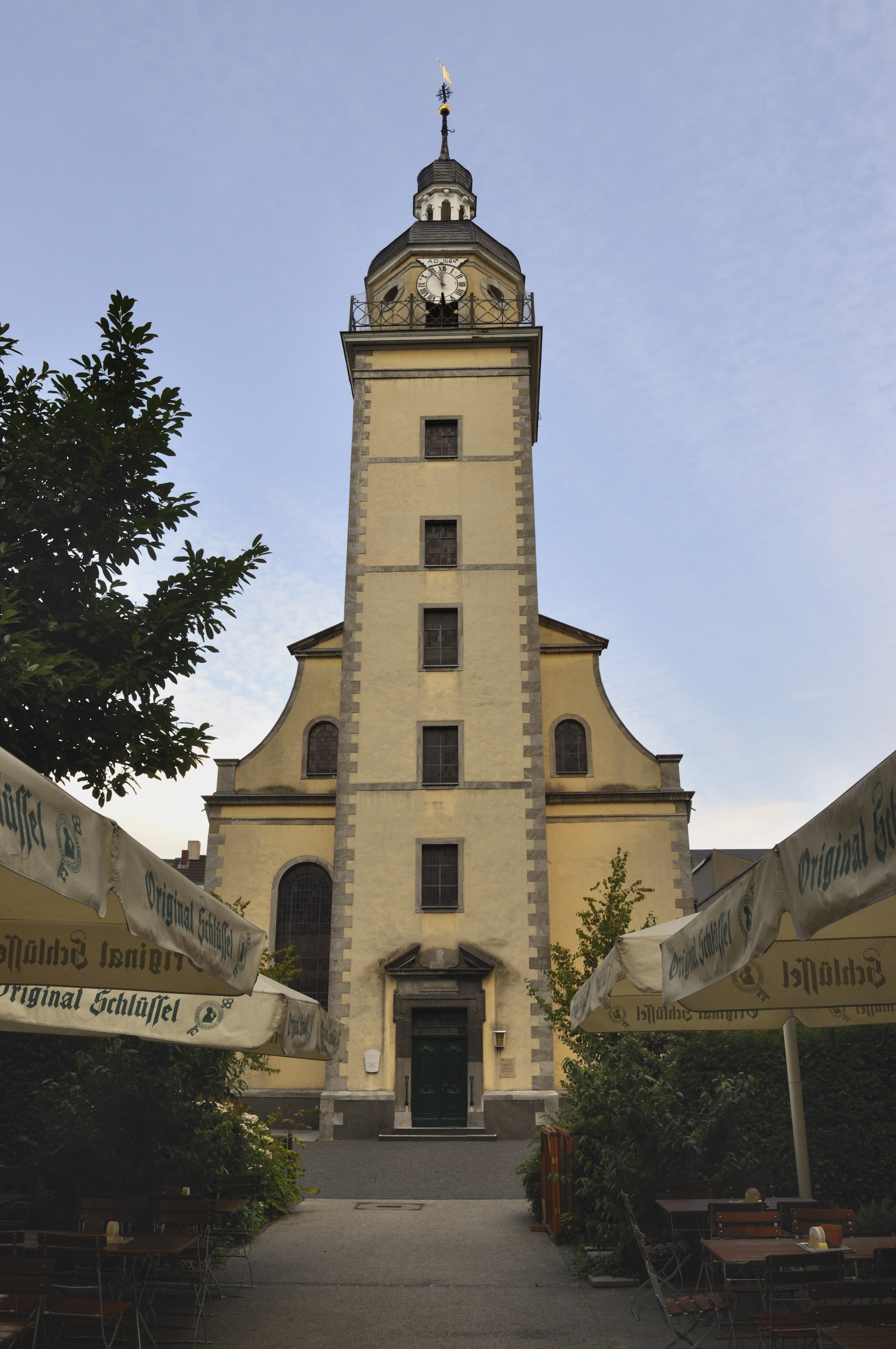
Biergarten im Kirchhof der Neanderkirche

Erstmals um 1850 wurde im Haus „Zum roten Ochsen“ (Bolkerstraße 47) Bier gebraut. Später kamen die Nachbarhäuser „Zu den drei Königinnen“ (Nr. 45) und „Im Schwarzen Pferd“ (Nr. 43) dazu. Ende des 19. Jahrhunderts kam der Name „Zum Schlüssel“ auf. 1936 übernahm Carl Gatzweiler, der aus einer Neusser Familie stammte, die seit 1313 im Brauereiwesen tätig war, den Schlüssel. Die Brauerei ist bis heute im Familienbesitz. 1963 errichtete die Familie Gatzweiler eine moderne Großbrauereianlage in Düsseldorf-Heerdt. Dort wurde neben Schlüssel Alt die Massenmarke Gatzweilers Alt (Gatz) gebraut. Die Brauerei erreichte 1977 mit 530.000 Hektolitern den größten Ausstoß ihrer Geschichte. 1990 wurden die Gaststätte und die Brauereianlage im Stammhaus aufwändig renoviert.
Ab Mitte der 1990er Jahre brach der Absatz um über die Hälfte ein. Daraufhin entschloss man sich, die Brauerei in Heerdt zu verkaufen und nur das Stammhaus in der Düsseldorfer Altstadt weiterzubetreiben. Die Biermarke Gatzweilers Alt (Gatz) wurde an den Carlsberg-Konzern verkauft und gehört seit 2022 zur Privatbrauerei Bolten. Im Schlüssel wird nur noch hausgebrautes Bier der Marke Schlüssel ausgeschenkt.
2009 beschäftigte die Brauerei etwa 80 Mitarbeiter und braute rund 19.000 Hektoliter Bier. Obwohl der Absatz von Altbier insgesamt seit Jahren rückläufig ist, konnte Schlüssel-Alt den Verkauf seines Bieres über einen längeren Zeitraum kontinuierlich steigern, ähnlich wie die anderen drei Düsseldorfer Hausbrauereien. Im Jahre 2011 wurde mit einem Ausstoß von 21.000 Hektolitern erstmals das selbstgesteckte Ziel von mehr als 20.000 Hektolitern übertroffen.
Eine Besonderheit des Schlüssels ist der Biergarten, der sich im Kirchhof der gegenüberliegenden Neanderkirche befindet. Direkt neben der Hausbrauerei gibt es seit Oktober 2010 das „Schlüssel Lädchen“, in dem zahlreiche Produkte mit Bezug zu Düsseldorf verkauft werden. Alle Produkte werden direkt in Düsseldorf produziert.

## Namensgebung
Ursprünglich wurden in Düsseldorf die Schlüssel der Stadttore in den nahegelegenen Gasthäusern über Nacht deponiert. In der Nähe des Mühlentores in der Ratinger Straße lag eine erste Gaststätte mit dem Namen „Zum Schlüssel“. An diese Tradition erinnern der Name und das Markenzeichen der Brauerei. Das Zeichen des Schlüssels findet sich auf den Gläsern, den Bierdeckeln und sogar auf der Hausfassade.

## Produkte
Schlüssel Alt wird nach dem Reinheitsgebot hergestellt. Die Brauerei verwendet ihre eigene Hefe, die dem Betriebsgeheimnis unterliegt. Das Altbier hat einen Stammwürzegehalt von 12,5 %.
Einen Teil ihrer Rohstoffe bezieht die Hausbrauerei unter anderem aufgrund kürzerer Transportwege direkt aus der Region. Seit 2009 wird exklusiv für den Schlüssel Sommer- und Wintergerste in Ratingen angebaut. 2012 und 2014 gewann das Schlüssel Original Alt den Goldpreis beim European Beer Star in der Kategorie Düsseldorf-Style Altbier.

## Stike-Alt
Zweimal im Jahr, im Frühjahr und Herbst, wird in der Hausbrauerei zum Tag der Mönche das Stike-Alt gebraut. Diese Altbierspezialität enthält 6,5 % Alkohol. Damit ist es um gut 1,5 %-Punkte stärker als das Original Schlüssel-Alt und hat mit 14 % Stammwürze einen höheren Stammwürzegehalt. Die Tradition besagt, dass die Mönche im 19. Jahrhundert während der Fastenzeit keine feste Nahrung zu sich nehmen durften. Daher brauten sie sich heimlich (wörtliche Übersetzung: stike) selbst ein starkes Bier. Auf diese Weise konnten sich die Mönche wenigstens in den Wochen der Enthaltsamkeit an einem kräftigeren Altbier stärken.